# パリス (小惑星)
パリス (3317 Paris) は、木星の後方トロヤ群にある小惑星の一つ。シューメーカー夫妻がパロマー天文台で発見した。
ギリシア神話のトロイアの王子、パリスに因んで名付けられた。